# ショット・オブ・ラブ
『ショット・オブ・ラブ』（Shot of Love）は、1981年にリリースされたボブ・ディラン21枚目のスタジオ・アルバム。『スロー・トレイン・カミング』（1979年）、『セイヴド』（1980年）と並び「キリスト教三部作」と呼ばれるアルバムの最終作だが前二作と違いNY録音である。
ビルボード200チャートで最高33位、全英アルバム・チャートで6位を記録した。

## 解説
「レニー・ブルース」は、ニューヨークの伝説的なユダヤ人コメディアン Lenny Bruce に捧げたもの。
U2のボノは、そのディランの歌唱力から本作をフェイヴァリット・アルバムに挙げている。

## 収録曲
全曲ボブ・ディラン作詞・作曲

### Side 1
1. ショット・オブ・ラヴ - Shot of Love – 4:18
2. ハート・オブ・マイン - Heart of Mine – 4:29
3. プロパティ・オブ・ジーザス - Property of Jesus – 4:33
4. レニー・ブルース - Lenny Bruce – 4:32
5. ウォータード・ダウン・ラヴ - Watered Down – 4:10

### Side 2
1. ザ・グルームズ・スティル・ウェイティング・アット・ジ・オルター - The Groom's Still Waiting at the Altar *
2. デッド・マン、デッド・マン - Dead Man, Dead Man – 3:58
3. イン・ザ・サマータイム - In the Summertime – 3:34
4. トラブル - Trouble – 4:32
5. エヴリィ・グレイン・オブ・サンド - Every Grain of Sand – 6:12

* 1985年以降のプレスには、シングル「ハート・オブ・マイン」のB面だった「ザ・グルームズ・スティル・ウェイティング・アット・ジ・オルター 」が6曲目（LPのSIDE2の1曲目）に加えられている。

## アウトテイク
1980年9月23日に録音された Special Rider Music 出版登録用デモの「エヴリー・グレイン・オブ・サンド」、1981年4月23日に録音された「ユー・チェンジド・マイ・ライフ」、5月4日に録音された「ニード・ア・ウーマン」、「アンジェリーナ」が『ブートレッグ・シリーズ第1～3集』（1991年）に収録されている。
「カリビアン・ウィンド」が「バイオグラフに収録。
「レット・イット・ビー・ミー（新録音）」がヨーロッパリリースの「ハート・オブ・マイン」のB面に収録。
並行して行われたゴスペルツアーから「ハート・オブ・マイン」が1985年アルバム「バイオグラフに、「デッド・マン、デッド・マン」が1989年シングル「エヴリシング・イズ・ブロークン」のカップリングに収録。

## パーソネル
- ボブ・ディラン - ギター、ハーモニカ、パーカッション、ピアノ、キーボード、ボーカル、プロデューサー
- Bumps Blackwell - プロデューサー
- Carolyn Dennis - ボーカル、バック・ボーカル
- Steve Douglas - サキソフォン
- Tim Drummond - ベース
- Donald "Duck" Dunn - ベース
- ジム・ケルトナー - ドラムス
- Clydie King - ボーカル、バック・ボーカル
- ダニー"クーチ"コーチマー - ギター、エレキ・ギター
- Regina McCrory - ボーカル、バック・ボーカル
- Ken Perry - オリジナルLPマスタリング
- Vic Anesini - CDマスタリング
- Carl Pickhardt - ピアノ
- Chuck Plotkin - プロデューサー
- Madelyn Quebec - ボーカル、バック・ボーカル
- Steve Ripley - ギター
- Toby Scott - エンジニア
- William D. "Smitty" Smith - オルガン
- リンゴ・スター - ドラムス、タムタム
- Fred Tackett - ギター
- Benmont Tench - キーボード
- ロン・ウッド - ギター
- Monalisa Young - ボーカル

## リリース
| 国       | 日付          | レーベル   | 規格 | カタログ番号 | 付記            |
| -------- | ------------- | ---------- | ---- | ------------ | --------------- |
| アメリカ | 1981年6月23日 | コロムビア | LP   |              |                 |
| 日本     | 1981年        | CBSソニー  | LP   |              |                 |
| 日本     | 1991年12月1日 | ソニー     | CD   | SRCS-6171    | NICE PRICE LINE |